# Крицьке (Пакраць)
45°26′ пн. ш. 17°20′ сх. д. / 45.44° пн. ш. 17.33° сх. д.
Крицьке (хорв. Kričke) — населений пункт у Хорватії, у Пожезько-Славонській жупанії у складі міста Пакраць.

## Населення
Населення за даними перепису 2011 року становило 19 осіб.
Динаміка чисельності населення поселення:

## Клімат
Середня річна температура становить 9,93 °C, середня максимальна – 23,22 °C, а середня мінімальна – -5,79 °C. Середня річна кількість опадів – 942 мм.
| Клімат поселення                              | Клімат поселення | Клімат поселення | Клімат поселення | Клімат поселення | Клімат поселення | Клімат поселення | Клімат поселення | Клімат поселення | Клімат поселення | Клімат поселення | Клімат поселення | Клімат поселення | Клімат поселення |
| Показник                                      | Січ.             | Лют.             | Бер.             | Квіт.            | Трав.            | Черв.            | Лип.             | Серп.            | Вер.             | Жовт.            | Лист.            | Груд.            |                  |
| Середній максимум, °C                         | 6,09             | 7,74             | 11,70            | 15,13            | 20,16            | 23,22            | 22,91            | 22,30            | 18,56            | 14,33            | 8,98             | 4,93             |                  |
| Середня температура, °C                       | 0,16             | 1,80             | 5,78             | 9,18             | 14,22            | 17,30            | 19,36            | 18,76            | 15,02            | 10,78            | 5,43             | 1,40             |                  |
| Середній мінімум, °C                          | −5,79            | −4,14            | −0,17            | 3,25             | 8,28             | 11,37            | 15,83            | 15,22            | 11,48            | 7,24             | 1,88             | −2,15            |                  |
| Норма опадів, мм                              | 57               | 53               | 63               | 79               | 86               | 107              | 89               | 91               | 77               | 80               | 88               | 72               |                  |
| Середньомісячна швидкість вітру, м/с          | 2.21             | 2.45             | 2.71             | 2.61             | 2.39             | 2.14             | 2.08             | 1.98             | 2.05             | 2.19             | 2.26             | 2.29             |                  |
| Середньомісячна сонячна радіація, кДж/м²·день | 4457             | 7175             | 10907            | 15122            | 19266            | 21262            | 22157            | 19683            | 14734            | 9288             | 5022             | 3721             |                  |
| --------------------------------------------- | ---------------- | ---------------- | ---------------- | ---------------- | ---------------- | ---------------- | ---------------- | ---------------- | ---------------- | ---------------- | ---------------- | ---------------- | ---------------- |
| Джерело:                                      |                  |                  |                  |                  |                  |                  |                  |                  |                  |                  |                  |                  |                  |